# Michele Soavi
Michele Soavi (Milano, 3 luglio 1957) è un regista, attore e sceneggiatore italiano.

## Biografia
Figlio dello scrittore Giorgio Soavi e di Lidia Olivetti, figlia dell'imprenditore Adriano, inizia a lavorare nel mondo del cinema grazie a Joe D'Amato, svolgendo per lui varie mansioni. In seguito è aiuto regista di Lamberto Bava e Dario Argento e inizia una carriera di attore.
La sua prima regia è Deliria, uno slasher prodotto da Joe D'Amato, che vince il Festival di Avoriaz. Il film ottiene un buon successo, e il secondo lavoro di Soavi, La chiesa, è prodotto e scritto da Dario Argento.
Nel 1989 Soavi è regista della seconda unità di Le avventure del barone di Münchausen, diretto da Terry Gilliam, quindi dirige nel 1991 La setta anche in questo caso prodotto da Argento.
Nel 1994, ormai considerato un degno erede di Argento, gira un film particolare e originale, comprendente elementi grotteschi, umorismo nero e horror, Dellamorte Dellamore, tratto dall'omonimo romanzo di Tiziano Sclavi (scrittore noto anche per essere il creatore del fumetto Dylan Dog). Il film però non ottiene il successo sperato, e così Soavi abbandona il cinema per dedicarsi agli spot pubblicitari e alla televisione, per la quale dirige varie fiction, molte con successo di pubblico e critica. Torna al cinema con Arrivederci amore, ciao (2006) e Il sangue dei vinti (2008), rispettivamente tratti da Massimo Carlotto e Gianpaolo Pansa ed entrambi interpretati da Michele Placido.
Del 2010 è la serie televisiva Caccia al Re - La narcotici, trasmessa nel gennaio-febbraio 2011 da RaiUno, con Gedeon Burkhard, Stefano Dionisi, Laura Glavan, Libero De Rienzo, Ricky Memphis, Raffaella Rea e Andrea Miglio Risi.

## Curiosità
Dopo aver visto Dellamorte Dellamore, Quentin Tarantino propose a Soavi di dirigere Dal tramonto all'alba. Il regista italiano rifiutò dopo aver letto la sceneggiatura, dicendo che non era sicuro della trama. Il film verrà poi diretto da Robert Rodriguez.

## Filmografia

### Regista

#### Cinema
- Deliria (1987)
- La chiesa (1989)
- La setta (1991)
- Dellamorte Dellamore (1994)
- Arrivederci amore, ciao (2006)
- Il sangue dei vinti (2008)
- La Befana vien di notte (2018)

#### Televisione
- Ultimo - La sfida (1999)
- Uno bianca (2001)
- Il testimone (2001)
- Francesco (2002)
- Ultima pallottola (2002)
- Ultimo - L'infiltrato (2004)
- Attacco allo Stato (2006)
- Nassiryia - Per non dimenticare (2007)
- Caccia al Re - La narcotici (2010)
- Ultimo 4 - L'occhio del falco (2013)
- Adriano Olivetti - La forza di un sogno (2013)
- Questo è il mio paese (2015)
- La narcotici - Sfida al cielo (2015)
- Rocco Schiavone (2016)
- Rocco Chinnici - È così lieve il tuo bacio sulla fronte (2018)
- Mentre ero via  (2019)
- La guerra è finita (2020)
- Màkari (2021-2022)
- Blanca (seconda stagione), con Jan Maria Michelini (2023)

#### Regia seconda unità
- Bambulè di Marco Modugno (1979)
- Tenebre di Dario Argento (1982)
- Phenomena di Dario Argento (1985)
- Opera di Dario Argento (1987)
- Le avventure del barone di Münchausen  di Terry Gilliam (1988)
- I fratelli Grimm e l'incantevole strega di Terry Gilliam (2005)

#### Documentari
- Il mondo dell'orrore di Dario Argento (1985)

### Attore
- L'insegnante, regia di Nando Cicero (1975)
- L'anno dei gatti, regia di Amasi Damiani (1978)
- Piccole labbra, regia di Mimmo Cattarinich (1979)
- Alien 2 - Sulla Terra, regia di Ciro Ippolito (1979)
- Bambulè, regia di Marco Modugno (1979)
- Uomini e no, regia di Valentino Orsini (1980)
- Paura nella città dei morti viventi, regia di Lucio Fulci (1980)
- Rosso sangue, regia di Joe D'Amato (1981)
- Caligola, la storia mai raccontata, regia di Joe D'Amato (1981)
- Tenebre, regia di Dario Argento (1982)
- I predatori di Atlantide, regia di Ruggero Deodato (1983)
- La casa con la scala nel buio, regia di Lamberto Bava (1983)
- Blastfighter, regia di Lamberto Bava (1984)
- Phenomena, regia di Dario Argento (1985)
- Dèmoni, regia di Lamberto Bava (1985)
- Opera, regia di Dario Argento (1987)
- La maschera del demonio, regia di Lamberto Bava (1989)
- Milano Palermo - Il ritorno, regia di Claudio Fragasso (2007)
- Aquarius Visionarius - Il cinema di Michele Soavi, regia di Claudio Lattanzi (2018)